# Istituto Geografico Visceglia
La Visceglia è una storica casa editrice italiana di carte geografiche.

## Storia
Fu fondata dal Prof. Vincenzo Visceglia, nel 1929. 
Nel 1930 viene realizzata la prima pubblicazione dell'istituto: la Guida toponomastica di Roma, planimetria della città, suddivisa in tavole e con la segnalazione dei numeri civici.
Durante gli anni sessanta vengono pubblicate le planimetrie aggiornate dei capoluoghi di provincia, la cui raccolta costituisce l'Atlante urbanistico d'Italia.
Infine si ricorda la grande Planimetria di Roma in scala 1:10.000, l'ultimo lavoro di Vincenzo Visceglia, esposta nelle stazioni metropolitane e ferroviarie, negli aeroporti.
Con la scomparsa di Vincenzo Visceglia, avvenuta a Roma nel 1971, l'Istituto prosegue la sua attività sotto la direzione della figlia Rosangela Visceglia, inizialmente sua stretta collaboratrice, in seguito, e per 25 anni, responsabile della società. Oggi è diretto da Laura Ottaviani, nipote di Vincenzo Visceglia.
Dopo 90 anni la società fornisce cartografia tradizionale, ma è in grado di sviluppare anche altri prodotti rispetto al passato, quali software di cartografia statistica o cartografia per il marketing.